# Одул
Одул (фр. Île Hodoul) — невеликий гранітний острів в Індійському океані, належить до Сейшельського архіпелагу. Розташований за 400 м від східного узбережжя острова Мае, в акваторії морського порту столиці Сейшел Вікторії. Острів вкритий тропічним лісом. Довжина його становить 196 м, ширина — 74 м. Найближчі острови, окрім Мае — Серф, Сент-Анн, Раунд (Ронд), Лонг, Муаен.
Названий на честь пірата Жана-Франсуа Одула. 1875 року був орендований доктором Генрі Бруксом для торгівлі вугіллям — тут зберігалося до 2000 тонн вугілля. У XX столітті острів використовувався для зберігання вибухівки.